# Carlos Moyà
Carlos Moya (* 27. srpna 1976) je bývalý profesionální španělský tenista.
Za svou kariéru vyhrál Moya 20 turnajů ATP. Jeho největším úspěchem je vítězství na French Open v roce 1998 a účast ve finále Australian Open v roce 1997. V březnu 1999 se mu podařilo na čtrnáct dní obsadit místo světové jedničky v žebříčku ATP.

## Finálová utkání na turnajích Grand Slamu (2)

### Vítězství (1)
| Rok  | Turnaj      | Soupeř ve finále | Výsledek      |
| 1998 | French Open | Àlex Corretja    | 6–3, 7–5, 6–3 |

### Porážka ve finále (1)
| Rok  | Turnaj          | Vítěz        | Výsledek      |
| 1997 | Australian Open | Pete Sampras | 6–2, 6–3, 6–3 |

## Finálové účasti na turnajích ATP (44)

### Dvouhra - výhry (20)
| Legenda                                                       |
| Grand Slam (1)                                                |
| ATP Masters Series / ATP World Tour Masters 1000 (3)          |
| ATP International Series Gold / ATP World Tour 500 Series (3) |
| ATP International Series / ATP World Tour 250 Series (13)     |

| Č.  | Datum             | Turnaj                  | Povrch | Soupeř ve finále    | Výsledek                |
| 1.  | 12. listopad 1995 | Buenos Aires, Argentina | antuka | Félix Mantilla      | 6–0, 6–3                |
| 2.  | 18. srpen 1996    | Umag, Chorvatsko        | antuka | Félix Mantilla      | 6–0, 7–64               |
| 3.  | 24. srpen 1997    | Long Island, USA        | tvrdý  | Patrick Rafter      | 6–4, 7–61               |
| 4.  | 26. duben 1998    | Monte Carlo, Monako     | antuka | Cédric Pioline      | 6–3, 6–0, 7–5           |
| 5.  | 7. červen 1998    | French Open, Francie    | antuka | Àlex Corretja       | 6–3, 7–5, 6–3           |
| 6.  | 16. duben 2000    | Estoril, Portugalsko    | antuka | Francisco Clavet    | 6–3, 6–2                |
| 7.  | 22. červenec 2001 | Umag, Chorvatsko        | antuka | Jerome Golmard      | 6–4, 3–6, 7–62          |
| 8.  | 3. březen 2002    | Acapulco, Mexiko        | antuka | Fernando Meligeni   | 7–64, 7–64              |
| 9.  | 14. červenec 2002 | Båstad, Švédsko         | antuka | Júnis Al Ajnáví     | 6–3, 2–6, 7–5           |
| 10. | 21. červenec 2002 | Umag, Chorvatsko        | antuka | David Ferrer        | 6–2 6–3                 |
| 11. | 11. srpen 2002    | Cincinnati, USA         | tvrdý  | Lleyton Hewitt      | 7–5, 7–65               |
| 12. | 23. únor 2003     | Buenos Aires, Argentina | antuka | Guillermo Coria     | 6–3, 4–6, 6–4           |
| 13. | 27. duben 2003    | Barcelona, Španělsko    | antuka | Marat Safin         | 5–7, 6–2, 6–2, 3-0skreč |
| 14. | 27. červenec 2003 | Umag, Chorvatsko        | antuka | Filippo Volandri    | 6–4, 3–6, 7–5           |
| 15. | 11. leden 2004    | Čennaí, Indie           | tvrdý  | Paradorn Srichaphan | 6–4, 3–6, 7–65          |
| 16. | 7. březen 2004    | Acapulco, Mexiko        | antuka | Fernando Verdasco   | 6–3, 6–0                |
| 17. | 9. květen 2004    | Řím, Itálie             | antuka | David Nalbandian    | 6–3, 6–3, 6–1           |
| 18. | 9. leden 2005     | Čennaí, Indie           | tvrdý  | Paradorn Srichaphan | 3–6, 6–4, 7–65          |
| 19. | 19. únor 2006     | Buenos Aires, Argentina | antuka | Filippo Volandri    | 7–66, 6–4               |
| 20. | 29. červenec 2007 | Umag, Chorvatsko        | antuka | Andrei Pavel        | 6–4, 6–2                |

### Dvouhra - prohry (24)
| Legenda                                                       |
| Grand Slam (1)                                                |
| Tennis Masters Cup / ATP World Tour Finals (1)                |
| ATP Masters Series / ATP World Tour Masters 1000 (3)          |
| ATP International Series Gold / ATP World Tour 500 Series (4) |
| ATP International Series / ATP World Tour 250 Series (15)     |

| Č.  | Datum             | Turnaj                      | Povrch | Vítěz               | Výsledek                |
| 1.  | 5. květen 1996    | Mnichov, Německo            | antuka | Ctislav Doseděl     | 6-4, 4-6, 6-3           |
| 2.  | 15. září 1996     | Bukurešť, Rumunsko          | antuka | Alberto Berasategui | 6-1, 7-65               |
| 3.  | 12. leden 1997    | Sydney, Austrálie           | tvrdý  | Tim Henman          | 6-3, 6-1                |
| 4.  | 26. leden 1997    | Australian Open, Austrálie  | tvrdý  | Pete Sampras        | 6-2, 6-3, 6-3           |
| 5.  | 3. srpen 1997     | Amsterdam, Nizozemsko       | antuka | Ctislav Doseděl     | 7-64, 7-65, 6-74, 6-2   |
| 6.  | 17. srpen 1997    | Indianapolis, USA           | tvrdý  | Jonas Björkman      | 6-3, 7-63               |
| 7.  | 14. září 1997     | Bournemouth, Velká Británie | antuka | Félix Mantilla      | 6-2, 6-2                |
| 8.  | 4. říjen 1998     | Mallorca, Španělsko         | antuka | Gustavo Kuerten     | 6-75, 6-2, 6-3          |
| 9.  | 29. listopad 1998 | Hanover, Německo            | tvrdý  | Àlex Corretja       | 3-6, 3-6, 7-5, 6-3, 7-5 |
| 10. | 14. březen 1999   | Indian Wells, USA           | tvrdý  | Mark Philippoussis  | 5-7, 6-4, 6-4, 4-6, 6-2 |
| 11. | 22. říjen 2000    | Toulouse, Francie           | tvrdý  | Àlex Corretja       | 6-3, 6-2                |
| 12. | 29. duben 2001    | Barcelona, Španělsko        | antuka | Juan Carlos Ferrero | 4-6, 7-5, 6-3, 3-6, 7-5 |
| 13. | 21. duben 2002    | Monte Carlo, Monako         | antuka | Juan Carlos Ferrero | 7-5, 6-3, 6-4           |
| 14. | 29. září 2002     | Hong Kong, Čína             | tvrdý  | Juan Carlos Ferrero | 6-3, 1-6, 7-64          |
| 15. | 30. březen 2003   | Miami, USA                  | tvrdý  | Andre Agassi        | 6-3, 6-3                |
| 16. | 12. říjen 2003    | Vídeň, Rakousko             | tvrdý  | Roger Federer       | 6-3, 6-3, 6-3           |
| 17. | 18. leden 2004    | Sydney, Austrálie           | tvrdý  | Lleyton Hewitt      | 4-3 skreč               |
| 18. | 22. únor 2004     | Buenos Aires, Argentina     | antuka | Guillermo Coria     | 6-4, 6-1                |
| 19. | 31. červenec 2005 | Umag, Chorvatsko            | antuka | Guillermo Coria     | 6-2, 4-6, 6-2           |
| 20. | 8. leden 2006     | Čennaí, Indie               | tvrdý  | Ivan Ljubičić       | 7-66, 6-2               |
| 21. | 14. leden 2007    | Sydney, Austrálie           | tvrdý  | James Blake         | 6-3, 5-7, 6-1           |
| 22. | 4. březen 2007    | Acapulco, Mexiko            | antuka | Juan Ignacio Chela  | 6-3, 7-62               |
| 23. | 17. únor 2008     | Costa de Sauípe, Brazílie   | antuka | Nicolás Almagro     | 7-64, 3-6, 7-5          |
| 24. | 14. září 2008     | Bukurešť, Rumunsko          | antuka | Gilles Simon        | 6-3, 6-4                |

## Davisův pohár
Carlos Moyà se zúčastnil 15 zápasů v Davisově poháru za tým Španělska s bilancí 20-7 ve dvouhře.

## Postavení na žebříčku ATP na konci sezóny

### Dvouhra
| Rok    | 1994 | 1995  | 1996  | 1997 | 1998 | 1999  | 2000  | 2001  | 2002 | 2003 | 2004 | 2005  | 2006  | 2007  | 2008  |
| Pořadí | 346. | ▲ 63. | ▲ 28. | ▲ 7. | ▲ 5. | ▼ 23. | ▼ 41. | ▲ 19. | ▲ 5. | ▼ 7. | ▲ 5. | ▼ 32. | ▼ 43. | ▲ 17. | ▼ 42. |

### Čtyřhra
| Rok    | 1994 | 1995    | 1996   | 1997    | 1998    | 1999   | 2000   | 2001   | 2002   | 2003   | 2004    | 2005 | 2006   | 2007   | 2008 |
| Pořadí | 632. | ▼ 1191. | ▲ 456. | ▼ 1239. | ▼ 1281. | ▲ 255. | ▼ 312. | ▲ 142. | ▼ 530. | ▼ 547. | ▼ 1424. | ▼ -. | ▲ 485. | ▲ 395. | ▼ -. |